# Castleisland
Castleisland (in irlandese: Oileán Ciarraí) è una cittadina nella contea di Kerry, in Irlanda.